# Aethionema levandowskyi
Aethionema levandowskyi là một loài thực vật có hoa trong họ Cải. Loài này được N.Busch mô tả khoa học đầu tiên năm 1907.